# 北山街道 (双鸭山市)
北山街道，是中华人民共和国黑龙江省双鸭山市岭东区下辖的一个乡镇级行政单位。

## 行政区划
北山街道下辖以下地区：
北山社区、综合社区、东升社区和双林社区。